# Udalryk Krzysztof Radziwiłł
Udalryk (Ulryk) Krzysztof Radziwiłł herbu Trąby (ur. 28 stycznia 1712 w Zdzięciole, zm. 21 lipca 1770) – książę Świętego Cesarstwa Rzymskiego, pisarz wielki litewski od 1762, generał lejtnant wojsk litewskich od 1748, generał major kawalerii litewskiej od 1743, koniuszy litewski 1734–1762, poseł na sejmy, w 1762 odznaczony Orderem Orła Białego, kawaler rosyjskiego Orderu Świętego Aleksandra Newskiego. Poeta, pisarz, tłumacz, mówca i erudyta.

## Życiorys
Syn Mikołaja Faustyna, miecznika litewskiego, późniejszego wojewody nowogródzkiego, i Barbary Zawiszanki Kieżgajłówny, wojewodzianki mińskiej. Wykształcony w kolegium o. Pijarów w Warszawie. Szlify oficerskie zdobył w Akademii Rycerskiej (Ritter-Akademie) w Legnicy w latach 1729–1730, a następnie podróżował po Europie. Jako poseł na sejm konwokacyjny 1733 roku z województwa nowogródzkiego był członkiem konfederacji generalnej zawiązanej 27 kwietnia 1733 roku na tym sejmie. Od 1734 koniuszy Wielkiego Księstwa Litewskiego, od 1747 regimentarz generalny wojsk Wielkiego Księstwa Litewskiego, w polityce pensjonariusz dworu petersburskiego i informator ambasady rosyjskiej, stronnik Prus. Poseł powiatu lidzkiego na sejm zwyczajny pacyfikacyjny 1735 roku.  W 1735 roku jako konsyliarz powiatu oszmiańskiego podpisał uchwałę Rady Generalnej konfederacji warszawskiej. Poseł na sejm nadzwyczajny pacyfikacyjny 1736 roku z województwa inflanckiego. Był posłem województwa bracławskiego na sejm 1746. W 1764 roku był elektorem Stanisława Augusta Poniatowskiego z ziemi chełmskiej. W 1764 podpisywał się już jako "generał lejtnant od kawalerii wojsk Wielkiego Księstwa Litewskiego". Był posłem województwa kijowskiego na Sejm Repninowski. 
W 1740 poślubił Zofię z Rejów, primo voto Janową Pepłowską (zm. 1748). W 1767 ożenił się z Eleonorą Kamieńską. Znaczną część swego życia spędził na swoich majątkach na Wołyniu (m.in. Tajkury). Podejmował nieudane próby ingerowania w politykę, w obronie praw "liberum veto". Przez współczesnych charakteryzowany jako ekscentryk i wizjoner, zdolny i oczytany, ale ze skłonnością do awanturnictwa. Wielokrotnie popadał w kłopoty finansowe. Z tego powodu urządził zajazd na rodzinny dwór w Berdyczowie i przejął go.

## Twórczość
Napisał przeszło 50 dzieł wierszem i prozą, m.in.: „Słowo nie w swojej przyzwoitości opisane” (po 1764), „Opisanie zgryzot ludzkich we wszystkich stanach” (1741), „Elegie moralne” (druk. w I tomie „Zbioru rytmów...” Elżbiety Drużbackiej, 1752), „Uczone zabawy wierszem i prozą” (rękopis), „Kunsztu kochania argumentów cztery” (druk. w "Głosie Warszawskim", 1910). Zgromadził dużą bibliotekę, znał wiele języków, m.in. grecki, niemiecki, francuski, włoski, angielski.

### Ważniejsze dzieła i mowy
1. Opisanie wszystkich nacji w Europie znajdujących się, powst. od 1728, niewydane
2. Opisanie zgryzot ludzkich we wszystkich stanach, Poczajów 1741; tytuł według Korbuta (za J. A. Załuskim i A. Brücknerem); według Estreichera (za J. D. A. Janockim): Opisanie nędzy ludzkiego żywota we wszystkich stanach
3. Mowa... posła na sejm z województwa bracławskiego. A. D. 1746, (Lublin 1746)
4. Historia uniwersalna zawierająca w sobie historię świętą, świecką i kościelną, począwszy od stworzenia świata po nasze czasy ku pożytkowi... panny Elżbiety Rejówny t. 1-5, powst. 1748–1756; t. 1 w rękopisie Biblioteki Akademii Nauk USRR w Kijowie (Arch. Chreptowiczów, sygn. I 6043, pt. Historia powszechna); 14 ark. tego tomu wyd. (brak miejsca wydania 1758); druk przerwany w środku zdania(!)
5. Diariusz podjazdu mego na hajdamaków z Berdyczowa ekspediowanego 1749, brak miejsca i roku wydania
6. Elegie moralne, wyd. J. A. Załuski w: E. Drużbacka: Zbiór rytmów duchownych, panegirycznych, moralnych i światowych, Warszawa 1752 "Zebranie Rytmów przez Wierszopisów Żyjących lub Naszego Wieku Zeszłych Pisanych" nr 1; przedr. w: E. Drużbacka: Poezje t. 1-2, Lipsk 1837; J. Sokołowska, K. Żukowska: Poeci polskiego baroku t. 2 (Warszawa 1965)
7. Wiersz... na pochwałę... Elżbiety Drużbackiej, skarbnikowej żydaczewskiej, w Rzemieniu nad Wisłoką rezydującej, wyd. J. A. Załuski, jak wyżej poz. 6; przedr. J. Sokołowska, K. Żukowska, jak wyżej poz. 6
8. Krytyki światowe, albo satyry, do różnych stanów i kondycji ludzi ściągające się, przez niewiadomego we francuskim języku autora w Paryżu wydane, a przez syna ojczyzny polskiej, poniżej wiadomością o autorze w kilku wierszach wyrażonego, na wiersz ojczysty przetłumaczone z przydatkiem piszącego rytmem polskim tę księgę na pożytek moralny wszystkich żyjących ludzi w 1754 światu ogłoszone, rękopisy: Biblioteka Lenina w Moskwie, sygn. P 218, nr 527; Biblioteka Zamoyskich; fragmenty ogł. I. Chrzanowski w: Z dziejów satyry polskiej XVIII w., Warszawa 1909; cz. 1-2: w cz. 1: 10 satyr poprzedzał Dyskurs o szczęśliwości życia wiejskiego; w cz. 2: Wyroki życia ludzkiego (w 89 punktach); oryginał francuski nieodnaleziony
9. Oda animująca monarchów wojujących do pokoju... P. 1763 d. 14 stycznia immediate przed zawarciem pokoju hubertsburskiego napisana, brak miejsca wydania (1763); Warszawskie Extraordynaryjne Tygodniowe Wiadomości 1763 nr 15
10. Kopia listu... pisanego do stanów W. Księstwa Litewskiego skonfederowanych die 28 Junii 1764, brak miejsca wydania (1764); rękopis: Ossolineum, sygn. 1404/II
11. Exposé du droit d'ordination ou Pacta familiae de la maison des Radzivilles présenté... aux ministres des cours étrangères..., Warszawa (1764)
12. Mowa... miana na audiencji publicznej w Warszawie d. ... września 1764, brak miejsca i roku wydania
13. Mowa... miana na generale pruskim w Grudziądzu 31 października 1764, rękopis znajdował się w Ossolineum, sygn. 1426/II (obecnie we Lwowie)
14. Słowo nic w swojej przyzwoitości opisane, brak miejsca i wydania
15. Uczone zabawy wierszem i prozą, rękopis znajdował się w Bibliotece Krasińskich; stąd Kunsztu kochania argumenty cztery ogł.: "Głos Warszawski" 1910 nr 36; W. Konopczyński w: Od Sobieskiego do Kościuszki, Warszawa (1921)
16. Próba kunsztu wojennego, niewydana.

Utwory swe zamieszczał ponadto w czasopismach: "Monitor" (zobacz Przekłady poz. 2); "Nowe Wiadomości Ekonomiczne i Uczone" (tu: O wynalezieniu moim machiny, która na stawie płynąc staw z wszelkiego wyczyszcza zielska, 1761, s. 685-696).

### Przekłady
1. Dyssekcja mózgownicy ptitmetra, czyli fonfornisja, tłum. w Rejowcu 26 kwietnia 1766, niewydana, (przekład ze "Spectatora")
2. A. l. Thomas: Do ludu, "Monitor" 1768 nr 22
3. P. Corneille: Medea, niewydane
4. P. Corneille: Polieukt, niewydane
5. E. Boursault: Komedia Ezopowa, niewydane; fragmenty w jęz. białoruskim przytacza A. Brückner w: Dzieje literatury polskiej w zarysie t. 1, Warszawa 1903
6. Sofokles: Antygona, fragm., niewydane
7. J. B. Racine: Thebaida, rękopis: Państwowe Centralne Archiwum Historyczne w Kijowie (sygn. 1, 129, 257)
8. J. F. de Bielefeld: Listy familijne, niewydane.

### Listy
1. 198 listów z lat 1722–1770, rękopisy: Archiwum Główne Akt Dawnych (Archiwum Radziwiłów, dz. IV: Listy, teka 39, koperty 569-576
2. Korespondencja z: B. Radziwiłłową z lat 1742–1754, M. Radziwiłłem z lat 1742–1755, Z. Radziwiłłową z lat 1742–1765, I. Rzyszczewskim z lat 1749–1760, J. Potockim z lat 1744–1749, W. Mitzlerem de Kolof z lat 1756–1762, A. K. Czartoryskim z 1759, J. K. Branickim z 1754, J. Sanguszką z 1754, P. Gołębiowskim z 1747, H. Brühlem z lat 1752 i 1757, Des Issarts z 1749, baszą chocimskim z 1761, chanem z 1761, G. Benoit z 1762, ministrem z 1758, T. Dobrzyckim, Jałowieckim, J. Rzepą z lat 1749–1752; fragmenty ogł. W. Konopczyński w: Mrok i świt, Warszawa 1911
3. Korespondencja z J. A. Załuskim z lat 1747, 1750–1751; rękopisy: Biblioteka Narodowa, sygn. 3247, 3250–3251
4. Do: W. Mitzlera de Kolof z lat 1757–1758, I. Rzyszczewskiego z 1758, A. P. Biestużewa-Riumina z 1757, M. Czartoryskiego z 1758, T. Dunina z 1757, ks. Michałowskiego z 1758, S. Konarskiego z 6 stycznia 1762, J. K. Branickiego; rękopisy: Lw. Państw. Nauk. Bibl. (Zbiory Bawrowskich, sygn. 251/III); list do S. Konarskiego znajduje się także w Bibliotece Czartoryskich, sygn. 1950
5. Do K. Radziwiłła z 6 listopada 1762, rękopis: Ossolineum, sygn. 1076/II
6. Do J. Mniszcha z 5 kwietnia 1763, rękopis: Biblioteka Czartoryskich, sygn. 3854
7. Do starosty Oryszkowskiego z 1765 i kopia listu do Kamieńskiego, wojskiego wołyńskiego z 1767; rękopis: Biblioteka Jagiellońska, sygn. 6147, t. 12
8. Do carowej Katarzyny II z 15 czerwca 1770; rękopis znajdował się w Archiwum Spraw Zagranicznych w Moskwie
9. Od S. Konarskiego z 10 grudnia 1761, rękopis: Lw. Państw. Nauk. Bibl. jak wyżej poz. 4 i Biblioteka Czartoryskich, sygn. 1950; ogł. W. Konopczyński w Załącznikach do: Stanisław Konarski, Warszawa 1926, s. 388
10. Od Fryderyka II króla pruskiego z Wrocławia z 22 kwietnia 1762, rękopis znajdował się w Geheimes Staatsarchiv w Berlinie (Pol. Corr. XXI 383)
11. Od S. Konarskiego (brak daty), z archiwum pijarskiego ogł. J. Nowak-Dłużewski w: Listy Stanisława Konarskiego, Warszawa 1962.